# 850 Altona
A 850 Altona (ideiglenes jelöléssel 1916 S24) a Naprendszer kisbolygóövében található aszteroida. Szergej Beljavszkij fedezte fel 1916. március 27-én.